# Marco Materazzi
Marco Materazzi (Lecce, 19 augustus 1973) is een voormalig Italiaans voetballer, die onder andere onder contract stond bij Internazionale. Hij is een zoon van ex-voetballer Giuseppe Materazzi.
Materazzi is een verdediger en speelde zijn eerste interland op 25 april 2001 tegen Zuid-Afrika. Materazzi wordt gezien als echte Italiaanse verdediger die de Azzuri in elke generatie heeft. Vaak zijn deze spelers erg populair in de nationale ploeg, terwijl zij bij clubvoetbal vaak het mikpunt van spreekkoren zijn bij de tegenpartij. Hij maakt deel uit van de selectie voor het WK voetbal 2006. Tot aan 9 juli 2006 speelde hij 31 interlands, waarin hij tweemaal wist te scoren. Het belangrijkste doelpunt was zijn gelijkmaker in de finale tegen Frankrijk.
Materazzi stond al bekend als een scorende verdediger, zo heeft hij bij Perugia in het seizoen 2000/2001 in 32 competitiewedstrijden 12 keer het net weten te vinden. Dit deed hij bij internazionale in het seizoen 2006/2007 bijna opnieuw, in 28 wedstrijden trof hij 10 maal doel. Hij is weliswaar soms wat ongelukkig in zijn daden. Zo heeft hij al enkele malen in eigen doel gescoord en heeft hij eveneens al een paar keer een rode kaart of penalty tegen gekregen. In het seizoen 2005-2006 gaf hij de Argentijn Juan Pablo Sorín in de UEFA Champions League-wedstrijd van zijn club Internazionale tegen Villarreal al een harde elleboogstoot in het gezicht.
Materazzi stond in het voetbalseizoen 2006/2007 wel in het ESM elftal van het jaar. Dit elftal wordt gekozen door de grootste Europese voetbaltijdschriften.
Op het WK viel hij wederom op door overtredingen door en tegen hem. Tegen Australië moest hij voortijdig het veld verlaten. In de finale wist Materazzi nog voor rust met zijn tweede goal van het toernooi Italië op gelijke hoogte te brengen. In de tweede helft van de verlenging kreeg hij een kopstoot van Zinédine Zidane, die daarop uit het veld werd gestuurd met een rode kaart. Intussen heeft de Italiaanse verdediger verteld wat hij in de finale tegen de Franse spelmaker zei. "Als je wil krijg je mijn shirt na de wedstrijd", zei Zidane minachtend tegen Materazzi nadat die aan zijn shirt ging hangen. "Ik heb liever je zus, de hoer", zei Materazzi daarop, met de kopstoot als bekend gevolg.

## Statistieken
| Seizoen | Club            | Land     | Competitie          | Duels | Doelp. |
| ------- | --------------- | -------- | ------------------- | ----- | ------ |
| 1993/94 | SC Marsala      | Italië   | Serie C2            | 25    | 4      |
| 1994/95 | Trapani Calcio  | Italië   | Serie C1            | 13    | 2      |
| 1995/96 | Perugia Calcio  | Italië   | Serie B             | 1     | 0      |
| 1996/97 | → Carpi FC 1909 | Italië   | Serie C1            | 18    | 7      |
| 1996/97 | Perugia Calcio  | Italië   | Serie A             | 14    | 2      |
| 1997/98 | Perugia Calcio  | Italië   | Serie B             | 33    | 5      |
| 1998/99 | Everton FC      | Engeland | Premier League      | 27    | 1      |
| 1999/00 | Perugia Calcio  | Italië   | Serie A             | 21    | 3      |
| 2000/01 | Perugia Calcio  | Italië   | Serie A             | 30    | 12     |
| 2001/02 | Internazionale  | Italië   | Serie A             | 23    | 1      |
| 2002/03 | Internazionale  | Italië   | Serie A             | 20    | 1      |
| 2003/04 | Internazionale  | Italië   | Serie A             | 14    | 3      |
| 2004/05 | Internazionale  | Italië   | Serie A             | 26    | 0      |
| 2005/06 | Internazionale  | Italië   | Serie A             | 22    | 2      |
| 2006/07 | Internazionale  | Italië   | Serie A             | 28    | 10     |
| 2007/08 | Internazionale  | Italië   | Serie A             | 23    | 1      |
| 2008/09 | Internazionale  | Italië   | Serie A             | 8     | 0      |
| 2009/10 | Internazionale  | Italië   | Serie A             | 12    | 0      |
| 2010/11 | Internazionale  | Italië   | Serie A             | 8     | 0      |
| 2013/14 | Chennaiyin FC   | India    | Indian Super League | 7     | 0      |
| Totaal  | Totaal          | Totaal   | Totaal              | 373   | 54     |

## Erelijst
Als speler
 Internazionale
- UEFA Champions League: 2009/10
- FIFA Club World Cup: 2010
- Serie A: 2005/06, 2006/07, 2007/08, 2008/09, 2009/10
- Coppa Italia: 2004/05, 2005/06, 2009/10, 2010/11
- Supercoppa Italiana: 2005, 2006, 2008, 2010

 Italië
- Wereldkampioenschap voetbal: 2006

Als trainer
- Chennaiyin FC
- Indian Super League: 2015

Individueel
- Serie A-Verdediger van het Jaar: 2007
- ESM Team van het Jaar: 2006/07
- FIFPro World XI-nominatie: 2006, 2007

## Trivia
- Materazzi staat op de cover van de Italiaanse variant van het spel FIFA 07. Marco Materazzi is in het Nederlandse spel vervangen door een fictieve speler.
- In het verleden is er door spelers van de Azzurri verzocht Materazzi niet meer op te roepen voor interlands, Bondscoach Marcello Lippi heeft hier nooit gehoor aan gegeven.
- Materazzi werd in 2007 uitgeroepen tot de #37 op de lijst van 50 slechtste voetballers die ooit in de Premier League hebben gespeeld. Dat was gebaseerd op zijn periode bij Everton FC. De ranglijst werd opgesteld door de Britse krant The Times.

| WK-statistieken | Club           | Positie    | W |   |   | D | A |   |   |   |
| --------------- | -------------- | ---------- | - | - | - | - | - | - | - | - |
| WK voetbal 2006 | Internazionale | Verdediger | 4 | 1 | 0 | 2 | 0 | 0 | 0 | 1 |